# Gare de Bourg-en-Bresse
Gare de Bourg-en-Bresse – stacja kolejowa w Bourg-en-Bresse, w departamencie Ain, w regionie Owernia-Rodan-Alpy, we Francji.

## Położenie
Stacja znajduje się na 37 km linii z Mâcon do Ambérieu, linii Mouchard – Bourg-en-Bresse, 65,146 km linii Lyon-Saint-Clair – Bourg-en-Bresse oraz 77,804 km starej linii Chalon-sur-Saône – Bourg-en-Bresse. Jest to również stacja początkowa Ligne du Haut-Bugey do Bellegarde.

## Historia
23 czerwca 1856 r. PLM uruchomiło linię między Lyon-Saint-Clair, Ambérieu i Bourg-en-Bresse. W następnym roku 6 czerwca 1857 uruchomiono linię między Mâcon i Bourg-en-Bresse.
Od dnia 1 sierpnia 1864 istnieje linia między Bourg-en-Bresse i Lons-le-Saunier. W dniu 1 września 1866 roku miało miejsce uruchomienie linii między Bourg-en-Bresse i Sathonay przez Compagnie des Dombes et du Sud-Est.
Dziesięć lat później, 10 marca 1876 odbyło się uruchomienie linii między Bourg-en-Bresse i Simandre-sur-Suran Compagnie des Dombes et du Sud-Est i 6 lipca 1876, linię pomiędzy Simandre-sur-Suran i Cize-Bolozon przez tę samą spółkę.
29 marca 1877 odbyło się uruchomienie linii między Cize-Bolozon i La Cluse przez Compagnie des Dombes et du Sud-Est, a rok później, 19 stycznia 1878 linii między Bourg -en-Bresse i Saint-Germain-du-Plain wybudowanej przez PLM.
W 2013 roku stacja Bourg-en-Bresse jest w przebudowie. Prace polegają na budowie przejścia podziemnego do Peloux i tym samym otwarcie zachodniej części dworca. Na miejscu dawnej sortowni pocztowej powstaje parking.